# فیاض برکر
فیاض برکر (به ترکی استانبولی: Feyyaz Berker) (زاده ۷ سپتامبر ۱۹۲۵) کارآفرین و مدیر ارشد اجرایی ترکیه‌ای است، که در سال ۱۹۵۶ شرکت تکفن را تأسیس نمود و هم‌اکنون نیز بزرگ‌ترین سهام‌دار این شرکت به‌شمار می‌آید.